# Camera di commercio italo-jugoslava
La Camera di commercio italo-jugoslava (abbreviato: CCIJ) è stata un'associazione privata non a scopo di lucro che ha svolto la funzione di promuovere e intensificare le relazioni economiche, finanziarie e culturali fra Italia e Jugoslavia.

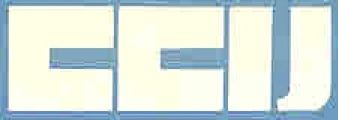
Logo della Camera di commercio italo-jugoslava

## Storia
L'idea di una camera di commercio italo-jugoslava nasce dalla volontà di alcuni operatori economici italiani di approfittare del disgelo nei rapporti fra l'Italia e la Jugoslavia, dettato dalla positiva conclusione dell'annosa questione dei confini tra i due stati (memorandum di Londra 05/10/1954), per promuovere e migliorare le relazioni economiche e culturali fra i due paesi. L'atto costitutivo della Camera venne firmato a Milano il 3 febbraio 1955 fra i soci fondatori erano presenti rappresentanti di Cantieri Riuniti dell’Adriatico, Dalmine, Necchi, Franco Tosi Meccanica, Innocenti, Pirelli e S.A. I.M.E.S. Il primo presidente fu Salvatore Magrì di Finmeccanica. Successivamente aderirono anche altre grandi imprese italiane come la FIAT, che nel 1953 aveva concluso l'accordo di cooperazione con il governo di Belgrado e la Zastava per la produzione su licenza di alcuni modelli e il cui responsabile dei mercati stranieri ad economia mista ing. Aldo Brignole diverrà presidente della CCIJ nel 1988. Si ricordano anche Ansaldo, Eni, Montedison, Banco Ambrosiano e Banca Nazionale del Lavoro.
L'attività della Camera si sviluppò nel corso degli anni '50 grazie alla normalizzazione dei rapporti fra Italia e Jugoslavia sancita dagli accordi commerciali bilaterali firmati a Roma nel marzo 1955 e dall'intesa raggiunta a Udine nell'agosto dello stesso anno per rendere maggiormente permeabile a merci e persone il confine fra i due paesi. Rispettivamente ad aprile e settembre del 1956 la Camera organizzò le “Giornate Jugoslave” a Milano e le “Giornate Italiane” a Zagabria con lo scopo di pubblicizzare le produzioni dei due stati. Sempre nello stesso anno la Camera partecipò attivamente ai negoziati per il rinnovo dell'accordo commerciale del 1955. Parallelamente venne integrato all'interno dell'associazione il Comitato per i traffici fra Trieste e la Jugoslavia dando vita alla Delegazione triestina della Camera alla cui presidenza fu eletto il commerciante di tessuti Eugenio Vatta. Attività principale della nuova delegazione fu la negoziazione e revisione delle liste contingenti “C.E.D.” in materia di interscambi di frontiera.
Negli anni successivi l'attività della Camera continuò approfittando del clima di crescente cooperazione tra Italia e Jugoslavia propiziato dalle visite ufficiali a Belgrado, dei Presidenti Saragat e Pertini e a Roma, del Maresciallo Tito e del Presidente Mijatović. Nel 1983 nacque anche la Delegazione Friulana della Camera presieduta da Gino D'Onofrio.
La Camera continuò la sua normale attività fino al 1992 quando, a seguito della dissoluzione della Jugoslavia, cambiò nome in ACCOA (Associazione delle camere di commercio per l'Oltre Adriatico) mantenendo però inalterate le sue funzioni e i suoi scopi. In questa fase furono fondate alcune camere di commercio bilaterali con gli stati sorti dallo scioglimento della Jugoslavia, come ad esempio la Camera di commercio italo-bosniaca. 
Un'ulteriore evoluzione si è avuta nel 2001 quando, per seguire le crescenti necessità degli operatori economici, l'ACCOA ha ampliato il proprio raggio d'azione a tutti i paesi dell'Europa centro-orientale cambiando anche denominazione in Associazione camere di commercio per l'Europa centrale.

## Presidenti della Camera di commercio italo-jugoslava
- Salvatore Magrì (1955 – 1957)
- Renato Teani (1957 – 1962)
- Tarcisio Longoni (1962 – 1963)
- Luigi Meda (1963 – 1966)
- Renato Teani (1966 – 1967)
- Tommaso Notarangeli (1967 – 1969)
- Renato Teani (1969 – 1971)
- Gustavo Galassi (1971 – 1976)
- Enrico Zuccoli (1976 – 1985)
- Aldo Romoli (1985 – 1988)
- Aldo Brignole (1988 – 1992)

## Presidenti di ACCOA
- Kurt Meyer (1992 – 1994)
- Giulio Petrucco (1994 – 1998)
- Gian Carlo Murkovic (1998 – a oggi)